# Chris Small
Chris Small (* 26. September 1973 in Leith, Edinburgh, Schottland) ist ein schottischer ehemaliger Snookerspieler und -trainer, der zwischen 1991 und 2005 14 Jahre lang Profispieler war, dabei mit dem LG Cup 2002 ein Ranglistenturnier gewann und schließlich durch seine Spondylitis ankylosans seine Karriere beendete.

## Karriere
Der 1973 im schottischen Leith geborene, frühere Bankangestellte bekam an Weihnachten 1981 von seinen Eltern seinen ersten Snookertisch geschenkt und nahm zwei Jahre später als Schüler der Hermitage Park Primary an Juniorenturnieren teil. 1984 trat er dem Leith State Snooker Club bei. 1987 nahm Small als Schüler der Leith Academy an mehreren schottischen U16-Events teil und beendete die Saison als Nummer eins der Rangliste. Ein Jahr später repräsentierte er Schottland in einem U16-Turnier zwischen den Home Nations England, Schottland, Wales und Nordirland, bevor er 1989 im Alter von 16 das Halbfinale der schottischen Snooker-Meisterschaft erreichte.

### Erste Profijahre
Small begann seine Profikarriere zur Saison 1991/92, als die Profitour für alle Spieler geöffnet wurde. Durch die äußerst hohe Zahl von Profispieler musste Small sich durch zahlreiche Qualifikationsrunden spielen, wobei er bei einem Großteil der Turniere in den ersten beiden Runden verlor. Erst bei den Welsh Open gelang Small mit dem Einzug in die fünfte Qualifikationsrunde ein erster Erfolg, bis er kurz darauf bei den Strachan Open in der vierten Runde ausschied. Zum Saisonende gelang es ihm jedoch, sich durch acht von neun möglichen Qualifikationsrunden der Snookerweltmeisterschaft zu spielen, dabei unter anderem Allison Fisher, Rod Lawler und Ex-Weltmeister Cliff Thorburn zu besiegen und sich somit auf den ersten Versuch hin für die Hauptrunde der Weltmeisterschaft im Crucible Theatre zu qualifizieren. Dort besiegte er zudem den Waliser Doug Mountjoy und unterlag erst im Achtelfinale dem Neuseeländer Dene O’Kane mit 10:13. Somit platzierte er sich auf der Snookerweltrangliste auf Rang 72 und musste sich somit in den folgenden Saisons nicht mehr durch alle Qualifikationsrunden spielen.
Durch seine ersten Erfolge in der vorangegangenen Saison wurde Small zu Beginn der nächsten Saison zum Scottish Masters eingeladen, wo er allerdings sein Auftaktspiel gegen Neal Foulds verlor. Während der gesamten Saison verlor Small bei einem Großteil der Ranglistenturniere spätestens in der Runde der letzten 128, wobei es mit zwei Teilnahmen an der jeweiligen Runde der letzten 64 bei der UK Championship und bei den British Open zwei Ausnahmen auf Ranglistenturnierebene und mit zwei Teilnahmen an der jeweiligen Runde der letzten 32 bei zwei Events der Strachan Challenge ebenfalls zwei Ausnahmen auf Minor-ranking-Ebene gab. Zudem gelang ihm am Saisonanfang bei der Benson & Hedges Championship sein erster großer Erfolg, als er mit einem 9:1-Sieg über Alan McManus sein erstes Turnier gewann. Durch ebenjenen Sieg konnte er zudem an der Wildcardrunde des Masters teilnehmen, wo er allerdings Willie Thorne unterlag. Dennoch verlor er auf der Weltrangliste gut 25 Plätze und belegte im Folgenden Rang 98.

### Aufstieg in die Top 32
In der Saison 1993/94 schied Small bei den meisten Turnieren in der siebenten Qualifikationsrunde oder in der Runde der letzten 128 aus, wodurch er meist die Hauptrunde verpasste. Lediglich bei drei Turnieren kam er über jene Runden hinaus, scheiterte aber den Thailand Open in der Runde der letzten 96 und somit ebenfalls vor der Hauptrunde. Dagegen erreichte er letztere bei den British Open mittels eines Sieges über Anthony Hamilton und verlor in der Runde der letzten 64 gegen Mike Hallett. Bei den European Open hatte er zuvor gar die Runde der letzten 32 besiegt, wo er nach Siegen über unter anderem Cliff Wilson und Jason Ferguson dem Engländer Martin Clark unterlag. Auf der Weltrangliste gewann er einige Plätze hinzu, sodass er im Folgenden auf Rang 86 geführt war.
In der folgenden Saison schaffte es Small, meist erst in der Runde der letzten 128 oder in der Runde der letzten 96 auszuscheiden, wobei es im Gegensatz zum Vorjahr mehr Turniere gab, bei denen er darüber hinaus spielte. So erreichte er sowohl beim Grand Prix als auch in der UK Championship und zuletzt in der Qualifikation für die Snookerweltmeisterschaft die Runde der letzten 64 und bei den British Open die Runde der letzten 32. Übertroffen wurde dies jedoch von den Welsh Open, als er mit Nick Dyson, Eddie Charlton, Nigel Bond, Peter Francisco, Fergal O’Brien und Stephen Hendry zahlreiche gute Spieler und mit letzteren den amtierenden Weltmeister besiegte und so das Halbfinale des Turnieres erreichte und dort seinem Landsmann John Higgins unterlag. Auf der Weltrangliste bedeutete dies ein Sprung auf Rang 62, wodurch er erstmals in den Top 64 geführt wurde.
Direkt zum Start der Saison 1995/96 erreichte Small das Endspiel des Non-ranking-Turnieres Australian Open Championship, das er allerdings mit 7:9 gegen Anthony Hamilton verlor. Während der weiteren Saison erreichte Small abgesehen von mehreren Auftaktniederlagen drei Mal die Runde der letzten 48 sowie bei den German Open die Runde der letzten 32, in der gegen John Higgins verlor. Zudem zog er bei der UK Championship, bei den Welsh Open und bei den International jeweils ins Achtelfinale ein, wo er allerdings Ronnie O’Sullivan, Paul Hunter und Karl Broughton unterlag. Auf der Weltrangliste zog er mit Rang 30 somit erstmals in die Top 32 ein, was bedeutete, dass Small für einen Großteil der Ranglistenturniere für die Hauptrunde gesetzt war.

### Aufstieg in die erweiterte Weltspitze
So kam es, dass er in der Saison 1996/97 bei den meisten Turnieren in der Runde der letzten 48 oder in der Runde der letzten 32 ausschied. Kurz nach Saisonbeginn hatte er allerdings bei der Benson and Hedges Championship das Viertelfinale erreicht und dort gegen Drew Henry verloren. Zudem erreichte er sowohl bei den International Open als auch bei den European Open das Achtelfinale und unterlag dort Stephen Hendry und James Wattana. Auf der Weltrangliste verbesserte er sich dennoch um fünf Ränge auf Platz 25.
Auch in der nächsten Saison schied Small bei einem Großteil der Turniere spätestens in der Runde der letzten 32 aus, wobei er vor dem Ausscheiden meist ein einziges Spiel gewinnen konnte. Anders war es beim Grand Prix, als Small mit Siegen über Dennis Taylor, Paul Davies und Alfie Burden das Viertelfinale erreichte und dort Dominic Dale unterlag. Zusätzlich erreichte er bei den Welsh Open mittels Siegen über David Roe und Nick Walker das Achtelfinale und unterlag Alan McManus. Auf der Weltrangliste gelang es ihm, seinen 25. Rang zu halten.
Ebenso verlief die Saison 1998/99, in der Small wiederum häufig in oder vor der Runde der letzten 32 verlor. Allerdings erreichte er sowohl bei den Scottish Open als auch bei den British Open das Achtelfinale, welches er ebenfalls bei der Snookerweltmeisterschaft erreichte, wo er sich mit einem Sieg über Dave Finbow für die Hauptrunde qualifizierte und dort nach einem Sieg über Anthony Hamilton gegen John Parrott verlor. Außerdem war er kurz nach Saisonbeginn ins Halbfinale des Grand Prix eingezogen, in dem er allerdings dem Hongkonger Marco Fu unterlag. Auf Teamebene hatte Small zudem zusammen mit seinen schottischen Teamkollegen Stephen Hendry, John Higgins und Alan McManus das Finale des Nations Cup erreicht, wo sie sich allerdings der aus Darren Morgan, Mark Williams, Matthew Stevens und Dominic Dale bestehenden walisischen Auswahl geschlagen geben mussten. Auf der Weltrangliste verbesserte sich Small auf Rang 18 und verpasste somit nur knapp den Einzug in die Top 16.

### Abgang auf Rang 29
Auch in der Saison 1999/2000 schied Small größtenteils in oder vor der Runde der letzten 32 aus. Lediglich beim Grand Prix erreichte er mittels Siegen über Steve James und Matthew Stevens das Achtelfinale und unterlag dort Mark Williams. Abgesehen davon nahm Small auch Qualifikation für das Scottish Masters teil, wo er in den ersten vier Runden seine Landsmänner Marcus Campbell, Stephen Maguire und Graeme Dott sowie den Engländer Peter Ebdon besiegte, bevor er in der fünften von sechs Runden Matthew Stevens unterlag. Auf der Weltrangliste verlor er drei Plätze, sodass er im Folgenden Rang 21 belegte.
2001 wurde bei ihm die degenerative Wirbelsäulenkrankheit Spondylitis ankylosans festgestellt, die es ihm schnell schwer machte, weiterhin Snooker zu spielen. Kurz darauf waren gar Injektionen von Steroiden notwendig. Davon abgesehen hatte Small bis zu seinem Karriereende verschiedenste weitere Behandlungsarten wie Magneten in seinen Schuhen und unter seiner Matratze ausprobiert und dennoch auch ebenjene Injektionen durchgeführt, obwohl diese verschiedene Risiken mit sich brachten.
Innerhalb der nächsten Saison schied Small erneut insgesamt drei Mal in einer Runde der letzten 48 sowie vier Mal in der Runde der letzten 32 sowie zudem in der dritten Qualifikationsrunde des Scottish Masters nach Siegen über David Gray und Dave Harold gegen Joe Swail aus. Lediglich in der Hauptrunde der Snookerweltmeisterschaft, für die er sich durch einen Sieg über Barry Pinches qualifiziert hatte, erreichte er durch ein 10:8 über Marco Fu das Achtelfinale, in dem mit 8:13 sich dem Schotten John Higgins geschlagen geben musste. Auf der Weltrangliste bedeutete dies, dass Small erneut drei Plätze verlor und somit auf Rang 24 platziert war.
In der Saison 2001/02 erreichte Small trotz neun Turnierteilnahmen nur drei Mal eine Runde der letzten 32. Dabei unterlag bei der UK Championship John Higgins, bei den Welsh Open Peter Ebdon und bei der Snookerweltmeisterschaft dem Engländer Stephen Lee. Auf der Weltrangliste verlor er somit fünf weitere Plätze und belegte nun Rang 29.

### Größte Erfolge und letzte Profijahre
Ein großer Umschwung erfolgte in der Saison 2002/03, obwohl Small vier Auftaktspiele verlor. Davon abgesehen erreichte er jedoch bei der Snookerweltmeisterschaft die Runde der letzten 32 und sowohl bei der UK Championship als auch beim Irish Masters das Achtelfinale, wo er Matthew Stevens, Mark Williams und Steve Davis unterlag. Allerdings hatte Small bereits zum Saisonanfang den größten Erfolg seiner Karriere erzielt, als er beim LG Cup Mark Davis, Joe Perry, John Higgins, Ronnie O’Sullivan und Jimmy Michie besiegt hatte und somit das Finale erreicht hatte. In diesem traf er auf Alan McManus, gegen den gut zehn Jahre zuvor sein erstes Profiturnier gewonnen hatte. Und auch diesmal gewann Small die Partie mit 9:5 und somit sein einziges Ranglistenturnier der Karriere. Im Anschluss daran gelang ihm bei den British Open zudem der Einzug ins Halbfinale, wo ihn erst Paul Hunter stoppte. Auf der Weltrangliste machte er so den Verlust der letzten drei Saisons wett und belegte er erneut den dritten Rang.
In der folgenden Saison schied Small allerdings erneut ein Mal in der Runde der letzten 64, drei Mal in der Runde der letzten 48 sowie weitere drei Male in der Runde der letzten 32 aus, letzteres unter anderem bei der UK Championship und bei der Snookerweltmeisterschaft, wobei er letzteres Spiel durch seine heftigen Schmerzen aufgeben musste. Dies hatte aus den Steroid-Injektionen resultierende Fokussierungsprobleme als Ursache, durch die Small bereits mit 1:7 in Rückstand lag und die ihm somit das Spielen erschwerten. Allerdings hatte Small die Saison mit einem Viertelfinaleinzug beim LG Cup begonnen, wo er nach Siegen über Stuart Pettman und Paul Hunter John Parrott unterlag. Zudem erreichte er das Achtelfinale der European Open, wo er zuvor Michael Judge und Matthew Stevens gewonnen und nun gegen Ronnie O’Sullivan verloren hatte. Dennoch konnte sich Small auf der Weltrangliste um sechs Plätze verbessern und belegte somit in der folgenden Saison mit Rang 12 den besten Weltranglistenplatz seiner Karriere. Und obwohl er somit erstmals direkt für die Hauptrunde der Snookerweltmeisterschaft und für das Masters qualifiziert war, ging Small in seine letzte Profisaison.
In der Saison 2004/05 konnte Small nämlich kein einziges Spiel gewinnen. So schied er insgesamt ein Mal in der Runde der letzten 64 sowie sieben Mal in der Runde der letzten 32 aus und verlor sein Achtelfinal-Debüt beim Masters mit 1:6 gegen John Higgins. Im Rahmen der Snookerweltmeisterschaft spielte er gegen Shaun Murphy sein letztes Profispiel, das er mit 5:10 verlor. Während Murphy das Turnier gewann und Weltmeister wurde, beendete Small – abgestürzt auf Rang 41 – nach vierzehn Jahren seine Profikarriere. Grund dafür waren die heftigen, durch seine Spondylitis ankylosans verursachten Schmerzen, durch die er es nicht mal schaffte, den Kopf so hochzubringen, um die Kugeln auf dem Tisch zu sehen.

### Weiteres Leben
Obwohl sich sein Gesundheitszustand stark verschlechtert hatte, begann Small, der zusammen mit seiner Frau Clare vier Kinder hat, 2006, lokale Jugendspieler zu trainieren, wobei er lediglich zu spielende Stöße beschreiben statt zeigen konnte. Im gleichen Jahr wurde in Edinburgh ein mit zahlreichen Top-Spielern besetztes Charity-Event ausgetragen, um Geld für Small zu sammeln. Nachdem der 2009 durch seine gesundheitliche Verfassung mit dem Trainieren aufhören musste, begann er 2012 durch eine neue Medikation erneut als Trainer. Zu seinen trainierten Spieler gehören unter anderem Michael Leslie und Chris Totten, die es beide auf die Main Tour geschafft haben.
Im Juli 2008 wurde bekannt, dass die WPBSA einen Antrag Smalls auf die Auszahlung von Geldern eines für Spieler wie ihn eingerichteten Fonds abgelehnt hat, nachdem Small ein 250 Pfund Sterling teures, medizinisches Gutachten aus Geldknappheit ablehnte. Infolgedessen wurde der Weltverband unter anderem von Jimmy White und Clive Everton für diese Entscheidung kritisiert.

## Erfolge
| Ausgang                | Jahr | Turnier                                                                    | Finalgegner                                                             | Ergebnis |
| ---------------------- | ---- | -------------------------------------------------------------------------- | ----------------------------------------------------------------------- | -------- |
| Non-ranking-Turniere   |      |                                                                            |                                                                         |          |
| Zweiter                | 1995 | Australian Open Championship                                               | Anthony Hamilton                                                        | 7:9      |
| Teamturniere           |      |                                                                            |                                                                         |          |
| Zweiter                | 1999 | Nations Cup mit Schottland: * Stephen Hendry * John Higgins * Alan McManus | Wales: * Darren Morgan * Mark Williams * Matthew Stevens * Dominic Dale | 4:6      |
| Minor-ranking-Turniere |      |                                                                            |                                                                         |          |
| Sieger                 | 1992 | Benson And Hedges Championship                                             | Alan McManus                                                            | 9:1      |
| Ranglistenturniere     |      |                                                                            |                                                                         |          |
| Sieger                 | 2002 | LG Cup                                                                     | Alan McManus                                                            | 9:5      |